# Marc Birsens
Marc Birsens (* 17. September 1966 in Luxemburg) ist ein ehemaliger luxemburgischer Fußballspieler.

## Karriere

### Verein
Birsens begann seine Karriere in seiner Heimatstadt bei Union Luxemburg, wo er von 1985 bis 1996 spielte. Nach einem einjährigen Intermezzo bei CS Grevenmacher kehrte er 1997 zu seinem Stammverein zurück. Im Jahr 2000 wechselte er zu US Rümelingen, wo er 2002 seine Spielerkarriere in der höchsten luxemburgischen Spielklasse ausklingen ließ. Insgesamt bestritt Marc Birsens 331 Spiele in der Nationaldivision. Hinzu kommen 18 Einsätze im Europapokal (Union 16, Grevenmacher 2). 1991 wurde er zum Fußballer des Jahres in Luxemburg gewählt.

### Nationalmannschaft
Am 27. August 1988 gab Marc Birsens sein Debüt in der luxemburgischen Nationalmannschaft, als er in der 66. Minute im Freundschaftsspiel gegen Italien (0:3) eingewechselt wurde. Er bestritt insgesamt 53 Länderspiele. Sein einziges Tor erzielte er am 9. Juni 1999 im EM-Qualifikationsspiel gegen Polen (2:3).

### Trainer
Von 2011 bis 2012 war Marc Birsens Trainer der luxemburgischen U-17-Nationalmannschaft. Zur Saison 2015/16 unterschrieb er einen Vertrag als Cheftrainer beim US Rümelingen, trat im Januar 2016 jedoch aus persönlichen Gründen zurück. Im Frühjahr 2019 wurde bekannt gegeben, dass Birsens von Jeunesse Junglinster für die Saison 2019/20 als Co-Trainer verpflichtet wurde. Die Spielzeit 2020/21 war er auch Cheftrainer des Vereins und von 2023 bis 2024 in derselben Position beim FC Blo-Wäiss Izeg.

## Erfolge
- Luxemburgischer Meister: 1990, 1991 und 1992
- Luxemburgischer Pokalsieger: 1989, 1991 und 1996
- Luxemburgischer Fußballer des Jahres: 1991